# Tai–kadaispråk
Tai–kadaispråken (även kadai eller kradai) är en språkfamilj i Sydostasien och södra Kina. 
Den har tidigare ansetts ingå bland de sinotibetanska språken, men räknas numera som en egen språkfamilj. Det har också framlagts hypoteser om att tai–kadaispråken bör tillsammans med de austronesiska språken räknas till en familj austro-taispråk eller rent av en superfamilj austriska språk. Dessa hypoteser gör dock i större eller mindre mån våld på den komparativa metoden.
Roger Blench har föreslagit att om släktskapet med austronesiska språk är giltigt så är det troligen inte fråga om systerfamiljer, utan att kadai-språken i så fall är en gren av austronesiska språk som efter att talarna flyttat från Filippinerna till ön Hainan och därifrån vidare till Kinas fastland genom mötet med de där talade Hmong-mienspråken och sinitiska språk genomgått en radikal omstrukturering. 
Den stora spridningen bland tai–kadaispråk i sydöstra Kina antyder att detta område troligen är det område där de först talades. Talarna av dagens taispråk migrerade söderut till Sydostasien under historisk tid, och grundade där de stater som vi idag känner som Thailand och Laos i ett område där tidigare talare av austroasiatiska språk dominerade.
Några forskare har också föreslagit att jimao är ett isolatspråk med stor mängd lånord från hlai men forskning i detta saknas.

## Edmonson & Solnits indelning
Indelningen av de i gruppen ingående språken har ännu ej nått konsensus. Här är ett förslag från Edmonson och Solnit. Se Ethnologue för en alternativ indelning.
- hlaispråk
  - jiamao (Hainan)
  - hlai (Hainan)
- geyanspråk
  - yerong (Fastlandskina)
  - gelao (Vietnam)
  - lachi (Vietnam)
  - vit lachi (Vietnam)
  - buyang (Fastlandskina)
  - cun (Hainan)
  - en (Vietnam)
  - qabiao (Vietnam)
  - laqua (Vietnam)
  - laha (Vietnam)
- kam-taispråk
  - be-taispråk
    - be (Hainan)
    - taispråk
      - thai
      - laotiska
      - shan (Burma)
      - zhuang (Guangxi)

    - saek (Laos)

  - lakkia-kam-suispråk
    - lakkia-biaospråk
      - lakkia  (Guangxi)
      - biao  (Gunangdong)

    - kam-suispråk (Fastlandskina) 
      - ai-cham
      - cao miao
      - nordlig dong
      - sydlig dong
      - kang
      - mak
      - mulam
      - maonan
      - sui
      - t'en